# Облога Галича (1221)
Облога Галича (1221) — остаточне захоплення Мстиславом Удатним Галича в угорців після його втрати в 1219 році і невдалої спроби повернути його в 1220 році.

## Історія
Після захоплення Галича в 1219 році угорці спробували розвинути наступ на Волинь, але Данилові вдалося блокувати Лешека шляхом організації нападу на Польщу литовців, і Мстислав з половцями зміг розбити угорців, але тоді Галич зайняти не вдалося, тому організовано новий похід.
Угорці були розбиті на підступах до міста, потім місто було захоплене Мстиславом. Останнім оплотом угорців стала церква святої Богородиці. Фільного захопили в полон. Але його викрав та відпустив боярин Жирослав, за що останній позбувся своєї вотчини. Боярин Судислав отримав в управління Звенигород. Коломана з дружиною Соломеєю відправили до Торчеська.
В результаті битви укладено мирну угоду, королевич Андрій заручився з донькою Мстислава.